# Rivetina balcanica
Rivetina balcanica — вид богомолів роду Rivetina, поширений у Європі. На думку низки дослідників, є підвидом або формою близького виду Rivetina baetica.

## Опис
Середні богомоли, довжина тіла близько 5,5 см. Тіло буре чи жовтувате, іноді з темнобрунатними крапками. Голова приблизно однакова завдовжки та завширшки. Передньогруди явно довші за передні тазики, з глибоким овальним надтазиковим вгинанням, по краю передньої зони з дрібними зубцями. Тазики передніх ніг з 5-7 зубцями. Передні стегна міцні, з 7-11 внутрішніми та 4 зовнішніми шипами. Передні гомілки з 7-8 зовнішніми шипами та 11-12 внутрішніми. Середні та задні ноги довгі, з шипами на нижній поверхні. Крила у самців розвинені, кінці крил не досягають кінця черевця. Крила самиць укорочені, не довше за передньоспинку. Передні крила напівпрозорі, з буруватим костальним полем, чорним анальним полем, прозорою смугою на задньому краї та двома великим світлими плямами. Задні крила матові, з кремовими жилками та вічкоподібною плямою. Церки конічні, короткі.
Субгенітальна платівка самиць з 2 шипами, пристосована для копання ґрунту при відкладці яєць.

## Ареал
Поширений у Греції, Чорногорії. Знахідки виду в Туреччині, описані одними авторами, спростовуються іншими.